# Georg Richter

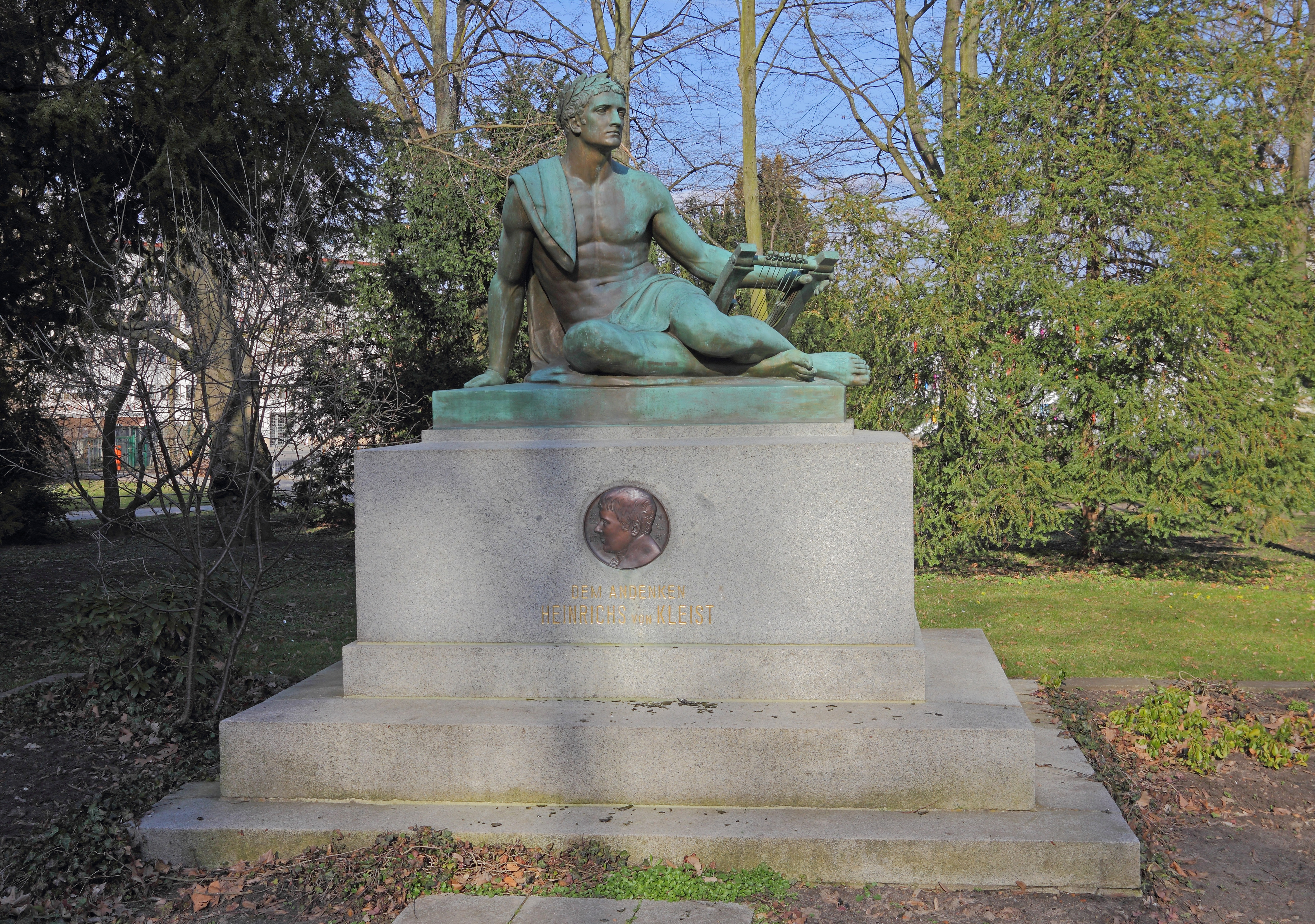
Pomnik Heinricha von Kleista, odsłonięty w 1910 przez Richtera

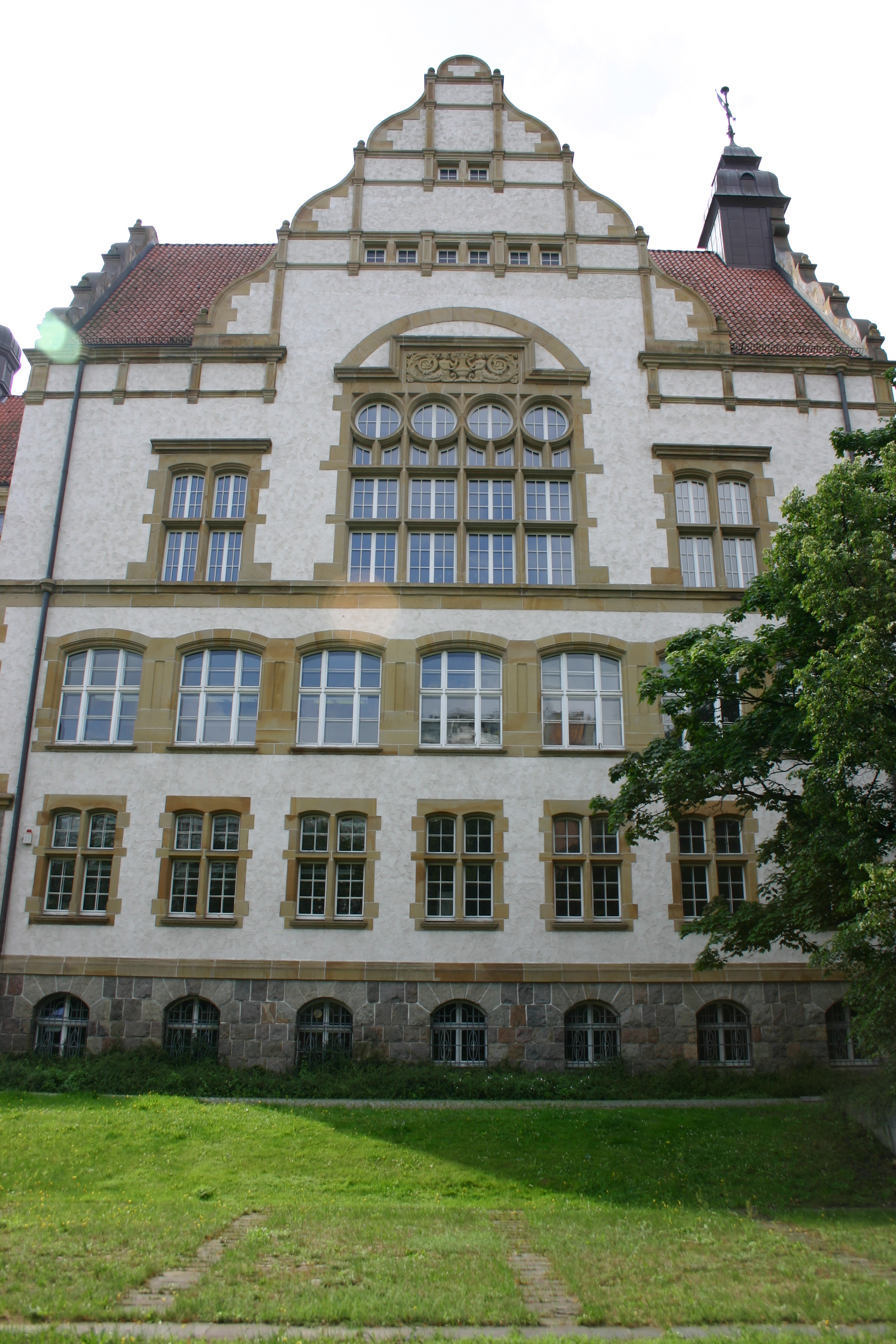
Budynek b. Realgymnasium, otwartego w 1911 przez Richtera

Wilhelm Eduard Georg Richter (potocznie Georg Richter; ur. 14 maja 1853 we Frankfurcie nad Odrą, zm. 14 czerwca 1925 tamże) – niemiecki prawnik, polityk, samorządowiec, trzykrotny nadburmistrz Frankfurtu nad Odrą (1903-1917).

## Życiorys
Syn jubilera i złotnika. Ukończył Friedrichsgymnasium w swoim rodzinnym mieście. Odbywał studia prawnicze w Halle (Saale), Lipsku, Greifswaldzie i Jenie.
Od 20 lipca 1882, przez niemal 10 lat, uposażony radny magistratu we Frankfurcie nad Odrą. W lutym 1891 udał się do Jeleniej Góry (niem. Hirschberg) i pomimo jego ponownego wyboru na nadburmistrza (1902), powrócił do Frankfurtu.

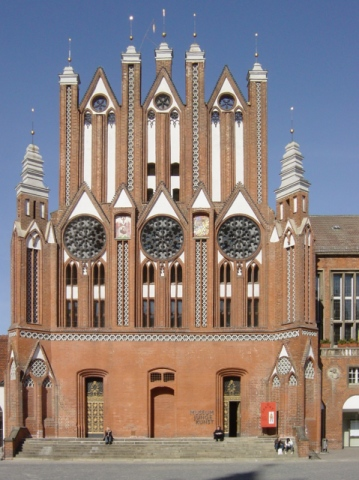
Południowa ściana szczytowa frankfurckiego ratusza

19 maja 1903 wybrany na następcę nadburmistrza Paula Adolpha, obowiązki oficjalnie objął 1 października.
Sfinalizował wiele projektów zapoczątkowanych przez swojego poprzednika. Odrestaurował południowy i północny szczyt budynku ratuszowego (1905/1906, 1911). Otworzył miejską księgarnię (1906), Lutherschule (1906), Realgymnasium (1911, ob. Karl-Liebknecht-Gymnasium). Frankfurt zyskał również pomnik swojego najsłynniejszego mieszkańca Heinricha von Kleista (1910).
2 lutego 1915 radni Frankfurtu nad Odrą przedłużyli mu możliwość piastowania urzędu nadburmistrza. W międzyczasie wybuchła I wojna światowa. Mieszkańcom coraz trudniej było zdobyć artykuły spożywcze i inne artykuły niezbędne dla codziennej egzystencji. Richter z powodu problemów zdrowotnych wystąpił jesienią 1916 z wnioskiem o przejście na emeryturę a 1 lutego 1917 ustąpił ze stanowiska.
Miasto uhonorowało go wyborem po raz 3. na nadburmistrza, nadaniem mu honorowego obywatelstwa miasta oraz nazwaniem jego imieniem jednej z ulic Frankfurtu nad Odrą. Zmarł 14 czerwca 1925 tamże i został pochowany w rodzinnym grobowcu na Starym Cmentarzu (Alter Friedhof).